# Atlanta Open 2023
Atlanta Open 2023 — тенісний турнір, що проходив на кортах з твердим покриттям у місті Атланта, США з 24 до 30 липня. Належав до категорії ATP 250.

## Фінальна частина

### Одиночний розряд
Тейлор Фріц —  Александар Вукич 7–5, 6–7(5–7), 6–4

### Парний розряд
Натаніел Ламмонс /  Джексон Вітроу —  Макс Перселл /  Джордан Томпсон 7–6(7–3), 7–6(7–4)